# 総武鉄道海神線
海神線（かいじんせん）は、かつて千葉県東葛飾郡船橋町の船橋駅と同県同郡葛飾町の海神駅とを結んでいた、総武鉄道（現・東武野田線の前身）の鉄道路線（廃線）である。

## 歴史
海神線の前身となったのは京成電気軌道海神駅および北総鉄道（現・北総鉄道とは無関係）船橋駅の構外側線である。成田への延伸工事を進めていた京成電気軌道はレールや枕木、バラストに用いる砂利などを大量に必要としており、北総鉄道との貨物連絡は鬼怒川沿岸などで採取された砂利を常磐線から短絡するルートとして考えられた。両社の社長は当時ともに本多貞次郎が務めており、関係は親密であった。
京成側が600V電化・軌間1,372 mmであるのに対し北総側は非電化・軌間1,067 mmと規格が異なっていたため、構外側線を両社それぞれ伸ばして接続地点で貨物を受け渡す形となった（後の海神駅貨物ホームとは位置が異なる）。この構外側線が活発に使用されたのは京成が成田花咲町駅（仮）まで延伸した頃までで、以降は放置されていた。

海神駅配線図。右方が船橋方面。

先述したように当時の京成・北総両社の関係は深かったが、船橋駅と京成船橋駅が200mほど離れている関係で同駅での乗り換えは省線に軍配が上がっており、省線との対抗に熱心だった本多貞次郎は構外側線の旅客化を考えた。1929年（昭和4年）に京成側の構外側線を北総に譲渡し、北総による旅客化を申請した（既存路線の改良扱いで、敷設免許ではなく工事変更申請となった）。電化設備を撤去して軌道を1,067 mmに統一し、貨物設備も海神駅構内にスイッチバックして進入する貨物ホームを新設した。
こうして海神線は北総鉄道改め総武鉄道の路線として1929年（昭和4年）12月25日に開業したが、旅客化申請と前後して本多が北総社長から退任し、両社の関係が変わったことで海神線の重要性は既に低下していた。乗換需要は予想に反して伸びず、1933年度の1日平均乗降数は8人という有様で、運用コストに到底見合わないものとして開業して4年で営業休止申請が出されている。それに対する利用者の反対意見もほとんどなく、翌年には営業廃止申請が提出された。
なお当初は貨物連絡も想定して貨物運輸の申請も行っていたが、認可のために必要な貨物営業運賃の設定が最後までされず、営業成績にも全く計上されていないので、未実施に終わったものと推察される。
廃止時期は後に総武鉄道を合併した東武鉄道の記録等では4月3日とされるが、廃止届には4月1日と記載されている。また、廃止届が受理されるまでになぜか半年を要しており、その影響で海神線の廃止は官報に記録されていない。
廃止後跡地は道路に転用されたが、海神駅の貨物ホームは昭和20年代後半まで残っていたという。

### 年表
- 1924年（大正13年）
  - 7月15日 - 北総鉄道が船橋駅構外側線敷設を申請[1]。
  - 8月9日 - 京成電気軌道が海神駅構外側線敷設を申請[1]。
- 1925年（大正14年）
  - 4月16日 - 両鉄道の申請が認可される[1]。
  - 下半期 - 構外側線の運用開始[2]。
- 1929年（昭和4年）
  - 7月1日 - 北総鉄道海神停車場連絡線敷設申請が認可される[2]。
  - 9月21日 - 着工[2]。
  - 11月22日 - 北総鉄道が総武鉄道に改称。
  - 12月中旬 - 完工[2]。
  - 12月25日 - 開業[6]。
- 1930年（昭和5年）4月1日 - 蒸気動力併用認可[3]。
- 1933年（昭和8年）11月1日 - 営業休止許可[3]。
- 1934年（昭和9年）
  - 3月30日 - 廃止許可[3]。
  - 4月3日（1日?） - 廃止[4]。
  - 9月28日 - 官庁が廃止実施届を受理[7]。

## 運行形態
1929年（昭和4年）12月25日の開業当時は上下とも1日18本設定されており、そのすべてが船橋線柏駅・野田町駅（現・野田市駅）に直通した。翌年5月のダイヤ改正では海神線直通列車が1日19本中15本に削減されている。

## 輸送・収支実績
| 年次   | 乗車人員（人） | 降車人員（人） | 発送貨物（t） | 到着貨物（t） | 旅客収入（円） | 貨物収入（円） |
| ------ | -------------- | -------------- | ------------- | ------------- | -------------- | -------------- |
| 1930年 | 15,815         | 5,014          | 0             | 0             | 1,029          | 0              |
| 1931年 | 4,628          | 6,336          | 0             | 0             | 928            | 0              |
| 1932年 | 3,848          | 3,987          | 0             | 0             | 604            | 0              |
| 1933年 | 2,101          | 2,129          | 0             | 0             | 326            | 0              |

- 『千葉県統計書』より。1930年の乗車人員が降車人員に対し異常に多い理由は不明[7]。

## 駅一覧
- 全駅千葉県に所在。

| 駅名   | 営業キロ | 接続路線                                                                     | 所在地         |
| ------ | -------- | ---------------------------------------------------------------------------- | -------------- |
| 船橋駅 | 0.0      | 総武鉄道：船橋線 鉄道省：総武本線 京成電気軌道：本線（京成船橋駅、徒歩連絡） | 東葛飾郡船橋町 |
| 海神駅 | 1.4      | 京成電気軌道：本線                                                           | 東葛飾郡葛飾町 |